# 헤이든 화이트

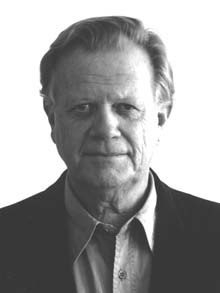

헤이든 화이트(Hayden White, 1928년 7월 12일 ~ 2018년 3월 5일)는 문학평론 전통의 미국의 역사가이다.
1928년에 태어나 웨인스테이트(Wayne State) 대학교와 미시간 대학교에서 역사와 철학 등을 전공했다. 그 뒤 UCLA, 웨슬리언(Wesleyan) 대학교, 코넬(Cornell) 대학교 등에서 유럽 근대사, 역사철학, 지성사 강좌를 담당했다. 이 책 외에 주요 저서로는 ≪역사의 선용(The Uses of History)≫(1968), ≪비코(Vico)≫(1969), ≪자유주의적 휴머니즘의 시련(The Ordeal of Liberal Humanism)≫(1970), ≪담론의 비유법(Tropics of Discourse)≫(1978) 등이 있다.